# Anna Maria Rückerschöld

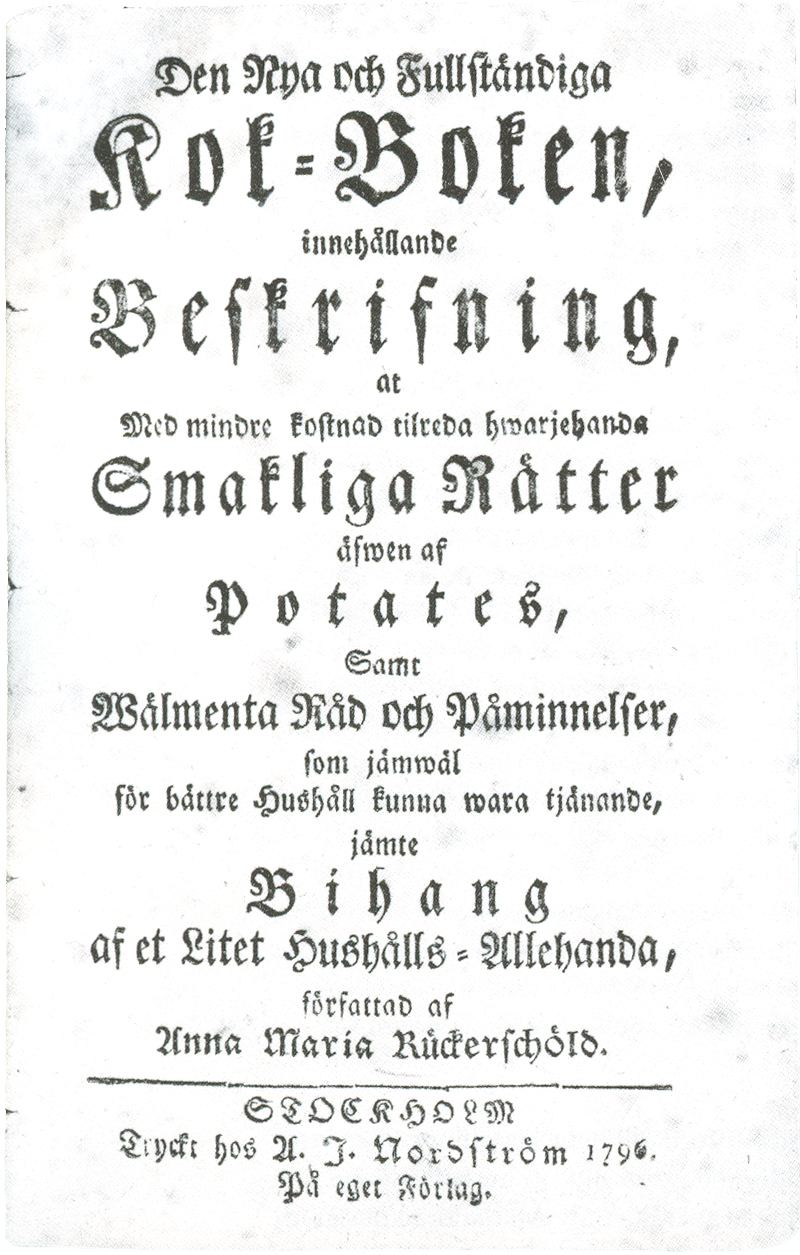
Titelseite von Den Nya och Fullständiga Kok-Boken, 1796

Anna Maria Rückerschöld, geborene Rücker (* 5. Februar 1725 in Hedemora; † 25. Mai 1805 in Stockholm), war eine schwedische Autorin, die Ende des 18. und Anfang des 19. Jahrhunderts mehrere populäre Bücher über Haushaltsführung und Kochen schrieb. Sie war eine Verfechterin des Rechts der Frauen auf eine gute Ausbildung in Haushaltsangelegenheiten und propagierte diese Ansicht in einer öffentlichen Debatte durch einen anonymen Brief im Jahr 1770. Zusammen mit Cajsa Warg und anderen Kochbuchautorinnen war sie eine einflussreiche Persönlichkeit in kulinarischen Fragen in Schweden.

## Leben
Rückerschöld wurde als Tochter von Emerentia Polhem und Reinhold Rücker, einem Richter der örtlichen Harde, der für das oberste Gericht in Stockholm tätig war. Sie wuchs in Stjärnsund und Hedemora auf und war eines von zehn Kindern der Familie, sieben Mädchen und drei Jungen. Die Familie gehörte nicht zum Adel, sondern zur gehobenen Gesellschaft, und der Vater wurde erst 1751, im selben Jahr, in dem er starb, zum Ritter geschlagen. Reinhold Rücker verbrachte viel Zeit außerhalb des Hauses, da er in Stockholm arbeitete, und überließ seiner Frau die Führung des Haushalts. Rückerschöld war die Enkelin des Erfinders und Industriellen Christopher Polhem und verbrachte einen Teil ihrer Kindheit mit ihrem Großvater auf dessen Gut in Stjärnsund. Als Rückerschöld zwölf Jahre alt war, wurden ihre drei Brüder zum Studium an die renommierte Universität Uppsala geschickt. Die sieben Schwestern blieben in Hedemora, ohne eine formale Ausbildung zu erhalten, wie es damals für Mädchen üblich war.S. 14–18
Im Jahr 1750 heiratete Rückerschöld Jonas Jakobsson Dahl, einen Buchhalter, der ebenfalls am obersten Gericht in Stockholm angestellt war. Dahl war an der Universität Uppsala ausgebildet worden und war der Sohn eines Fabrikanten. Rückerschöld behielt ihren Mädchennamen ihr ganzes Leben lang und änderte ihn erst, nachdem ihr Vater 1751 zum Ritter geschlagen und seinem Nachnamen -schöld („Schild“) hinzugefügt worden war. Rückerschöld war 25 Jahre alt, als sie heiratete, und Dahl 33, acht Jahre älter als sie. Das Paar bekam 1751 ein erstes Kind, Emerentia, und zog 1760 nach Sätra gård im heutigen Upplands Väsby, nördlich von Stockholm. Rückerschöld brachte zwischen 1759 und 1765 drei weitere Kinder zur Welt: Maria, Fredrica und Christopher. Ein viertes Kind, Chierstin, starb nur sieben Stunden nach der Geburt. Die anderen drei Kinder erreichten das Erwachsenenalter. Emerentia heiratete einen Lögsögumaður in Småland, während ihre Schwester Maria Fredrica alleinstehend blieb. Christopher fuhr zur See, aber danach hörte man nichts mehr von ihm. Die Familie zog von Sätra gård nach Stockholm um. Die früheste Erwähnung ihres Wohnsitzes in Stockholm stammt aus dem Jahr 1775, und das Ehepaar blieb bis zum Ende seines Lebens dort. Beide Eltern überlebten ihre Kinder; Dahl starb 1796 und Rückerschöld neun Jahre später, 1805, im Alter von 80 Jahren.S. 18–21

## Ausbildung für Frauen
Im Februar 1770 erschien in der Zeitschrift Almänna Magazinet ein Beitrag mit dem Titel Det Olyckliga Swenska Fruentimrets Böneskrift till Allmänheten („Bitte der unglücklichen schwedischen Frau an die Allgemeinheit“), verfasst von Fru D**. Der Brief wurde Rückerschöld (als „Frau Dahl“) zugeschrieben, da bekannt ist, dass sie nur wenige Wochen später einen Brief an Carl Christopher Gjörwell, den Herausgeber des Almänna Magazinet, schrieb, in dem sie sich für die Veröffentlichung einer ihrer Schriften bedankt und äußert, sie wäre vollkommen zufrieden, wenn sie auch nur etwas von dem erleben könnte, was sie zum Nutzen der Frauen zu fordern gewagt habe. Der Artikel wurde in einer Zeit intensiver öffentlicher Debatten veröffentlicht. Die Pressefreiheit war 1766 eingeführt worden und ermutigte die Menschen, Vorschläge zur Verbesserung der schwedischen Gesellschaft zu machen. Wirtschaft, Auswanderung, Landwirtschaft und Bildung waren heiß diskutierte Themen, ebenso wie die problematische Situation unverheirateter Frauen aus der Mittelschicht. Ohne Ehepartner konnte eine Frau im Schweden des 18. Jahrhunderts große Schwierigkeiten haben, ihren Lebensunterhalt zu bestreiten.S. 31 f.
Rückerschöld verteidigte die „natürliche“ Aufteilung zwischen männlichen und weiblichen Arbeitsbereichen, sprach sich aber auch für Schulen für Frauen aus, in denen sie in hauswirtschaftlichen Tätigkeiten wie Kochen, Gemüseanbau und grundlegenden hauswirtschaftlichen Tätigkeiten unterrichtet werden konnten. Sie vertrat die Ansicht, dass praktisches Wissen über den Haushalt Vorrang vor sozialen Fähigkeiten haben sollte, die dem Vergnügen dienen sollten, wie z. B. Kenntnisse in Musik, Stickerei und Kunst.S. 33–35 In ihrem Beitrag drückte Rückerschöld mit Hilfe von Allegorien ihre Ansicht über das Verhältnis zwischen den Geschlechtern und ihre leidenschaftliche Sorge um das Wohlergehen ihrer Mitfrauen aus. Sie versuchte, den Ernst der Lage zu verdeutlichen, indem sie die Lage der Frauen mit der von Philomela verglich, einer Figur aus der griechischen Mythologie, die vom Ehemann ihrer Schwester vergewaltigt wurde und der anschließend die Zunge herausgeschnitten wurde, damit sie nicht über die Tat sprechen konnte. Es gelang ihr schließlich, den Ehemann zu entlarven, indem sie ihre Geschichte in ein Gewand einwob.S. 39–42 Sie zeigte sich auch mit der zeitgenössischen pädagogischen Literatur vertraut, indem sie aus François Fénelons Traité de l'education des filles („Abhandlung über die Erziehung der Mädchen“) zitiert, die 1762 in schwedischer Übersetzung erschienen war. Wie Rückerschöld setzte sich auch Fénelon für die Erziehung von jungen Frauen ein.
Ihr Eintreten für das Recht der zeitgenössischen bürgerlichen Frauen auf eine solide hauswirtschaftliche Ausbildung hat die Journalistin und Schriftstellerin Inger Ärlemalm dazu veranlasst, Rückerschöld als „vorsichtige Feministin“ zu bezeichnen.

## Haushaltsführung und Kochen

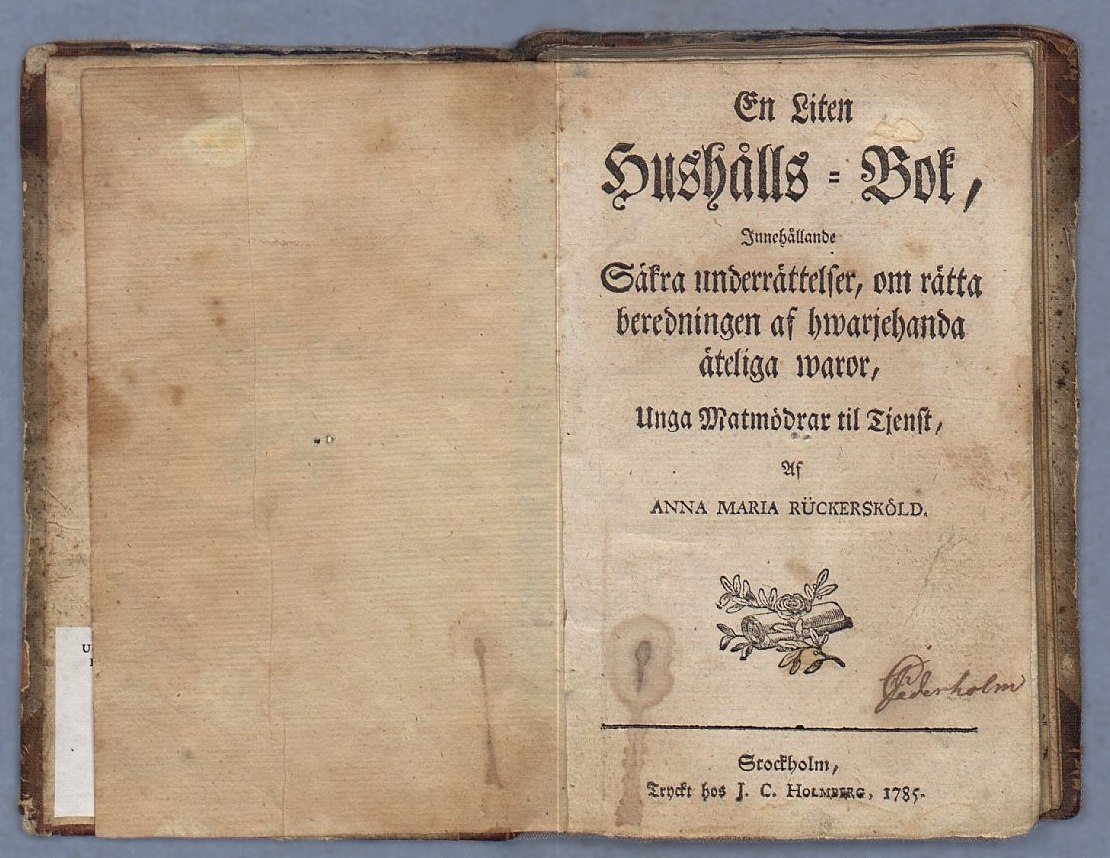
Title page from a first edition of En Liten Hushålls-Bok

1785, im Alter von 60 Jahren und fünfzehn Jahre nach ihrem Plädoyer für die weibliche Haushaltserziehung, veröffentlichte Rückerschöld En Liten Hushålls-Bok („Ein kleines Haushaltsbuch“). Es wurde unter ihrem eigenen Namen veröffentlicht und enthält verschiedene praktische Ratschläge für eine effiziente Haushaltsführung: Kochen, Putzen, Waschen, Brauen, Schlachten usw. Rückerschöld war von den merkantilistischen Wirtschaftsvorstellungen ihrer Zeit beeinflusst und riet den Lesern, lokale Produkte wie Beeren und Pilze besser zu nutzen und lokal verfügbare Produkte anstelle von Importen zu verwenden, z. B. den Wein durch Saft oder Essig aus selbst angebauten Früchten zu ersetzen. Es gibt nur wenige eigentliche Kochrezepte, und alle beschreiben eher alltägliche Gerichte wie einfache Eintöpfe und Suppen. Für die raffiniertere Küche empfahl Rückerschöld andere zeitgenössische Kochbücher, von denen das von Cajsa Warg als das wichtigste beschrieben wird.S. 61–67
Das Buch erwies sich als so populär, dass es in zwei weiteren Auflagen gedruckt wurde, und 1796 erschien Rückerschölds erstes echtes Kochbuch, Den Nya och Fullständiga Kok-Boken („Das neue und vollständige Kochbuch“). Es war mit über 300 Seiten wesentlich umfangreicher als ihr vorheriges Werk und enthielt Rezepte für raffiniertere Gerichte. Dennoch versuchte Rückerschöld, an ihren sparsamen Idealen festzuhalten. Im Vorwort des Buches bezeichnete sie Cajsa Wargs Kochbuch als zu extravagant, was jedoch zum Teil dadurch entschuldigt wird, dass es in einer Zeit des Überflusses und von einer Autorin geschrieben wurde, die an die üppigen Mittel einer wohlhabenden Küche gewöhnt war. In dem Buch vertrat Rückerschöld weiterhin ihr Ziel, dass alle Frauen gelernte Hausfrauen und Köchinnen sein sollten; ohne diese Kenntnisse könnten sie ihre Pflichten als Frauen nicht erfüllen. Neben den Empfehlungen im Vorwort enthielt das Buch auch ein kurzes Kapitel mit Beschreibungen fiktiver Hausfrauen, die als warnende Beispiele für die Vernachlässigung der Hausarbeit zugunsten von Verschönerung, Lektüre, Religion oder der Erledigung der Aufgaben des Gesindes dienten. Die ideale Hausfrau wird nur durch das letzte Beispiel, „Beningnia“, verkörpert. Indem sie bescheiden, fleißig und kenntnisreich ist, als erste aufsteht und als letzte zu Bett geht, wird sie „der Stolz ihres Mannes, die Spitze des Haushalts, die Freude der Dienerschaft, die Wonne der Freunde, die Trösterin der Armen, der Trost der Untröstlichen, der Zufluchtsort der Unterdrückten und schließlich der Neid allerder gemeinen Nachbarn“.
Vor ihrem Tod schrieb Rückerschöld noch zwei weitere Bücher zum Thema Haushalten und Kochen: Fattig Mans Wisthus och Kök („Speisekammer und Küche des armen Mannes“) und En Liten Hushålls-Cateches („Ein kleiner Haushaltskatechismus“). Das erste Buch wurde 1796 veröffentlicht und richtete sich an eine breitere Leserschaft als die vorherigen Bücher. Dazu gehörten nicht nur bescheidene städtische Haushalte, sondern auch Bäuerinnen, die damals die Mehrheit der schwedischen Bevölkerung ausmachten. Auch hier betonte Rückerschöld, wie wichtig es ist, dass Frauen den Haushalt richtig führen können, und forderte sie auf, sich um die Haushaltskasse zu kümmern, damit unfähige Ehemänner nicht die Familienfinanzen ruinieren. Neben Anleitungen für einfache Gerichte gab es auch Strategien zum Geldsparen wie das Backen von eigenem Brot oder die Zusammenarbeit mit Nachbarn, um größere Mengen an Lebensmitteln zu niedrigeren Preisen zu kaufen. In dem Buch schildert Rückerschöld, wie sie in einem bäuerlichen Haushalt auf Inspektion geht, sich Scheune, Speisekammer, Gemüsegarten usw. zeigen lässt und überall Verbesserungsvorschläge hat. Fattig Mans Wisthus och Kök wurde von der Kungliga Patriotiska Sällskapet mit einer Silbermedaille ausgezeichnet, weil es das erste Kochbuch für ärmere Haushalte war. Zwanzig Jahre zuvor hatte die Gesellschaft einen Aufruf mit diesem Ziel veröffentlicht, aber niemandem vor Rückerschöld war es gelungen, ein solches Buch zu schreiben. 1797, ein Jahr nach der Erstveröffentlichung des Buches, kam eine zweite Auflage heraus.S. 70–72
En Liten Hushålls-Cateches erschien im Jahr 1800 und war nur 43 Seiten lang. In ihrem letzten Buch wiederholte Rückerschöld ihre früheren Aussagen über die Bedeutung von Kenntnissen im Haushalt und darüber, dass Mädchen von klein auf an der Hausarbeit beteiligt werden sollten, anstatt verwöhnt zu werden und unpraktische Fertigkeiten zu erlernen. Sie betonte zwar, dass der gottgegebene Platz der Frau im Haus sei und dass sie sich an Demut und Gehorsam gewöhnen solle, ermutigte die Frauen aber auch, die Dinge selbst in die Hand zu nehmen; der Mangel an hauswirtschaftlicher Bildung könne nur durch den Austausch von Informationen und die Weitergabe von Wissen von einer Generation zur anderen behoben werden.S. 73 f.

## Werke
- Det Olyckliga Swenska Fruentimrets Böneskrift till Allmänheten (1770, veröffentlicht unter Pseudonym)
- En Liten Hushållsbok (1785)
- Fattig Mans Wisthus och Kök (1796)
- Den Nya och Fullständiga Kok-Boken (1796)
- Försök Til en liten Hushålls-Cateches (1800)